# Плитвицький Лєсковаць
44°50′ пн. ш. 15°36′ сх. д. / 44.84° пн. ш. 15.60° сх. д.
Плитвицький Лєсковаць (хорв. Plitvički Ljeskovac) — населений пункт у Хорватії, у Лицько-Сенській жупанії у складі громади Плитвицька Єзера.

## Населення
Населення за даними перепису 2011 року становило 20 осіб.
Динаміка чисельності населення поселення:

## Клімат
Середня річна температура становить 7,43 °C, середня максимальна – 20,76 °C, а середня мінімальна – -7,46 °C. Середня річна кількість опадів – 1390 мм.
| Клімат поселення                              | Клімат поселення | Клімат поселення | Клімат поселення | Клімат поселення | Клімат поселення | Клімат поселення | Клімат поселення | Клімат поселення | Клімат поселення | Клімат поселення | Клімат поселення | Клімат поселення | Клімат поселення |
| Показник                                      | Січ.             | Лют.             | Бер.             | Квіт.            | Трав.            | Черв.            | Лип.             | Серп.            | Вер.             | Жовт.            | Лист.            | Груд.            |                  |
| Середній максимум, °C                         | 5,01             | 5,58             | 8,49             | 12,42            | 17,43            | 20,76            | 20,71            | 20,18            | 16,43            | 12,32            | 7,14             | 3,52             |                  |
| Середня температура, °C                       | −1,22            | −0,66            | 2,25             | 6,17             | 11,18            | 14,52            | 16,83            | 16,29            | 12,55            | 8,43             | 3,24             | −0,37            |                  |
| Середній мінімум, °C                          | −7,46            | −6,92            | −4,01            | −0,08            | 4,93             | 8,27             | 12,93            | 12,40            | 8,66             | 4,54             | −0,64            | −4,26            |                  |
| Норма опадів, мм                              | 95               | 100              | 104              | 120              | 105              | 109              | 81               | 95               | 131              | 147              | 168              | 135              |                  |
| Середньомісячна швидкість вітру, м/с          | 2.12             | 2.22             | 2.47             | 2.40             | 2.23             | 1.99             | 1.95             | 1.86             | 1.92             | 2.07             | 2.26             | 2.32             |                  |
| Середньомісячна сонячна радіація, кДж/м²·день | 4584             | 7249             | 10679            | 15048            | 19128            | 20972            | 22649            | 19444            | 14409            | 9367             | 5005             | 3827             |                  |
| --------------------------------------------- | ---------------- | ---------------- | ---------------- | ---------------- | ---------------- | ---------------- | ---------------- | ---------------- | ---------------- | ---------------- | ---------------- | ---------------- | ---------------- |
| Джерело:                                      |                  |                  |                  |                  |                  |                  |                  |                  |                  |                  |                  |                  |                  |